# La Bazoge (Manche)
La Bazoge település Franciaországban, Manche megyében. Lakosainak száma 143 fő (2018. január 1.). La Bazoge Le Mesnil-Rainfray, Chasseguey, Chèvreville, Fontenay és Romagny-Fontenay községekkel határos.

## Népesség
A település népességének változása:
| Lakosok száma | 201  | 177  | 172  | 162  | 166  | 160  | 162  | 151  | 143  | 143  |
|               | 1968 | 1975 | 1982 | 1990 | 1999 | 2011 | 2013 | 2015 | 2017 | 2018 |